# Pandémie de Covid-19 au Danemark
Cet article concerne le Danemark métropolitain. Pour le Groenland, voir Pandémie de Covid-19 au Groenland.
La pandémie de Covid-19 au Danemark démarre officiellement le 27 février 2020. À la date du 5 novembre 2022, le bilan est de 7 387 morts.

## Historique

COVID-19-Denmark-log

Le 11 mars 2020, alors que ce petit pays compte déjà 500 cas environ, il décide de fermer pendant deux semaines tous ses établissements scolaires, ses universités, ses bibliothèques et d'envoyer les fonctionnaires chez eux, tandis que tous les rassemblements de plus de 150 personnes sont proscrits. Finalement, ce sont les rassemblements de plus de 100 personnes qui sont interdits, et les crèches, restaurants et boites de nuit sont également fermés.
Le Danemark ferme le 13 mars 2020 ses frontières aériennes, terrestres et maritimes jusqu’au 12 avril aux touristes et aux étrangers « qui ne peuvent pas prouver qu'ils ont une raison valable de venir au Danemark ».
En avril, le Danemark décide de rouvrir progressivement ses écoles primaires et services de garde pour les enfants de 11 ans et moins, à compter du mercredi 15 avril : "Ce déconfinement progressif a pour objectif d’immuniser la population en l’exposant graduellement au coronavirus d’ici à la mise au point d’un vaccin".

### Le cas des élevages de visons
Les autorités danoises font procéder à l'abattage de quinze à dix-sept millions de visons d'élevage à la suite de la découverte d’une possible mutation du virus chez ces animaux.
Le 5 novembre 2020, il est annoncé que des re-confinements locaux seront introduits en raison d'une mutation du coronavirus détectée dans des visons qui pourrait être transmise à l'être humain.
En octobre 2020, le Danemark décide l'abattage de centaines de milliers de visons, en raison de la détection du covid-19 dans plusieurs élevages depuis juin.

### Mesures sociales
À partir du 26 octobre 2020, le port du masque devient obligatoire dans les lieux publics fermés. Les rassemblements de plus de 10 personnes sont désormais interdits.
En novembre 2021, la reprise de l'épidémie incite le gouvernement à réintroduire le pass sanitaire, deux mois après sa suppression.
Mi-décembre 2021, le variant Omicron devient majoritaire au Danemark.
En février 2022, malgré la flambée des cas, alors que plus de 80 % de la population est vaccinée à 3 doses, le Danemark décide de traiter la maladie comme endémique, lève toutes les restrictions et annonce cesser toute vaccination au printemps. Au début de mars le nombre de décès augmente en flèche alors que le nombre des cas décroit.

### Un projet de loi contesté
En novembre 2020, une "epidemilov" (« loi sur l’épidémie ») est proposée au parlement danois, pour donner au gouvernement "le pouvoir de décider si une maladie entre dans la catégorie "critique" et de prendre des mesures en conséquence", comme "l’interdiction de l’accès aux lieux publics, aux supermarchés et magasins, ainsi qu’aux maisons de retraite et aux hôpitaux, la restriction des transports publics… et effectivement la possibilité d’examiner, traiter et isoler des personnes "de force", avec intervention de la police en cas de refus."
L'éventualité de vacciner obligatoirement "certains groupes, comme les personnes âgées ou dont l’état de santé le justifierait", catégories de population "définies par l’autorité de santé danoise", provoque les critiques des médecins et des manifestations dans la rue.
Sous la pression populaire, le gouvernement tente de calmer le jeu : "Nous écoutons toutes les remarques et suggestions pour une amélioration" de la loi. La loi qui devait entrer en vigueur en mars 2021, mais, le 16 novembre, le gouvernement revient sur le texte ; le 18 novembre 2021, la première Ministre, Mette Frederiksen, annonce officiellement que le texte sera « complètement repensé ».

## Statistiques

Nombre de cas au Danemark depuis le début de l'épidémie.

Nombre de morts au Danemark depuis le début de l'épidémie.